# Benjamin M. Miller

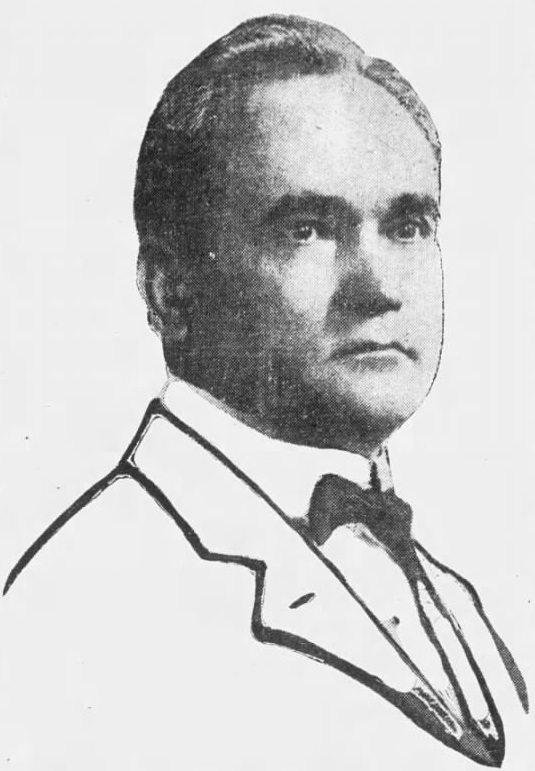
Benjamin Meek Miller, 6. Mai 1920

Benjamin Meek Miller (* 13. März 1864 in Oak Hill, Wilcox County, Alabama; † 6. Februar 1944 in Camden, Alabama) war ein US-amerikanischer Politiker (Demokratische Partei) und Gouverneur von Alabama.

## Frühe Jahre und politischer Aufstieg
Benjamin Meek Miller besuchte die Schulen in Oak Hill und Camden und graduierte 1884 am Erskine College in South Carolina. Anschließend wurde er im selben Jahr Rektor der Lower Peachtree Academy, die aber 1887 wieder verließ, um Jura an der University of Alabama zu studieren. Er bekam 1888 seine Zulassung als Anwalt und eröffnete eine eigene Anwaltspraxis in Camden.
Miller beschloss 1901 eine politische Laufbahn einzuschlagen, indem er in das Democratic Executive Committee gewählt wurde, wo er bis 1902 tätig war. Er war Richter an Alabamas Bezirksgericht von 1904 bis 1921 und anschließend an Alabamas Supreme Court als beisitzender Richter von 1921 bis 1928.

## Gouverneur von Alabama
Am 4. November 1930 wurde Miller zum Gouverneur von Alabama gewählt und am 19. Januar 1931 vereidigt. Während seiner Amtszeit war die Nation in der Mitte der Weltwirtschaftskrise und Miller erbte eine am Hungertuch nagende Wirtschaft. Alabamas Staatsverschuldung war immens, die Einnahmen waren auf dem Rekordtief und die Schulen standen an der Schwelle der Schließung. Ein Gesetz, das Alabama erlaubte, eine Einkommensteuer (EkSt), sowie eine Erbschaftssteuer zu erheben, wurde verabschiedet. Eine Budgetkontrollverordnung wurde angenommen und die staatlichen Beschäftigtenvergütungen wurden abgesenkt in einem Bestreben die wachsende Verschuldung abzuschwächen. Ferner wurde die Tennessee Valley Authority geschaffen, die State Planning Commission berufen und drei Dämme, sowie die entsprechenden stromproduzierenden Werke gebaut.

## Weiterer Lebenslauf
Er verließ sein Amt am 14. Januar 1935 und kehrte zu seiner Tätigkeit als Anwalt in Camden zurück. Miller verstarb am 6. Februar 1944 und wurde auf dem in Camden beigesetzt. Er war mit Margaret Otis verheiratet und sie hatten zwei gemeinsame Kinder.